# سونال مانسینگ
سونال مانسینگ (انگلیسی: Sonal Mansingh؛ زادهٔ ۳۰ آوریل ۱۹۴۴) رقصندهٔ کلاسیک هندی، استاد رقص و فعال فرهنگی است که به دلیل تخصصش در سبک‌های اودیسی و بهاراتاناتیام شهرت دارد. او یکی از برجسته‌ترین هنرمندان هندی است که رقص کلاسیک را به عنوان ابزاری برای بیان اجتماعی و فرهنگی ترویج کرده است.

## زندگی اولیه و آموزش
سونال مانسینگ در بومبئی، هند متولد شد و از سنین پایین به رقص علاقه نشان داد. او نزد اساتید برجسته‌ای مانند کلاماندالم بالاکریشنان و دب پراساد داس آموزش دید و به عنوان یکی از بهترین اجراکنندگان اودیسی شناخته شد.

## پیشرفت حرفه‌ای
او در دههٔ ۱۹۶۰ و ۱۹۷۰ با اجراهای درخشانش در هند و خارج از کشور به شهرت رسید. او آکادمی ناتیا تارنگینی را در دهلی تأسیس کرد که به مرکز آموزش و ترویج رقص کلاسیک تبدیل شد. مانسینگ از رقص برای بیان مسائل اجتماعی، اسطوره‌شناسی و فلسفهٔ هندی استفاده کرده است.

## افتخارات و جوایز
سونال مانسینگ برای مشارکت برجسته‌اش در هنر جوایز متعددی دریافت کرده است، از جمله:
- پادما شری (۱۹۹۱)
- پادما بوشان (۲۰۰۳)
- پادما ویبوشان (۲۰۱۹) – دومین جایزهٔ غیرنظامی برتر هند
- جایزهٔ سانگیت ناتاک آکادمی – بالاترین افتخار هنرهای نمایشی هند

## میراث و تأثیرگذاری
سونال مانسینگ به عنوان سفیر فرهنگی هند، نقش مهمی در معرفی رقص کلاسیک هند به جهان ایفا کرده است. او همچنان در زمینهٔ آموزش، اجرا و ترویج هنرهای سنتی هند فعال است و به عنوان الهام‌بخش نسل‌های جدیدی از رقصندگان شناخته می‌شود.